# Hossain Mohammad Ershad
Hossain Mohammad Ershad (in bengali হুসেইন মুহাম্মদ এরশাদ; Rangpur, 1º febbraio 1930 – Dacca, 14 luglio 2019) è stato un generale e politico bangladese.

## Gioventù e carriera militare
Hussain Muhammad Ershad nacque a Rangpur nel 1930. Nel 1950 si laureò all'Università di Dacca. Ha inoltre completato i corsi di perfezionamento presso il prestigioso Command and Staff College a Quetta nel 1966. Dopo aver prestato servizio militare a Sialkot, nel 1969 fu assegnato al comando del 3º Reggimento Bengala Orientale e del 7º Reggimento Bengala Orientale nel 1971.
Durante la Guerra di Liberazione del Bangladesh fu internato insieme ad altri ufficiali bengalesi di stanza nel Pakistan occidentale come prigioniero di guerra e rimpatriato nel 1973 in ottemperanza agli accordi di Simla fra l'India di Indira Gandhi e il Pakistan di Zulfiqar Ali Bhutto.
Nel 1973, al rientro in patria nel neocostituito Bangladesh, fu nominato aiutante generale dell'Esercito del Bangladesh dal primo ministro Sheikh Mujibur Rahman. Dopo aver frequentato corsi di perfezionamento militare in India nel 1975, Ershad fu nominato vice capo di stato maggiore dell'esercito dal tenente generale Ziaur Rahman.

## Presidenza
La sua ascesa alla presidenza fu simile all'ascesa del suo predecessore, il generale Ziaur Rahman, perché dipese da un golpe; successivamente, però, Ershad fu eletto presidente del Bangladesh, nel 1986-1991. Il suo partito ha vinto le elezioni parlamentari tre volte, anche dopo che egli fu estromesso dalla presidenza.
Nonostante tutti i dilemmi etici e la corruzione che lo circondava, Hussain Muhammad Ershad è riuscito a lasciare un'eredità di sviluppo nelle infrastrutture, nella crescita socio-economica e nella stabilità delle forze armate del Bangladesh.
Un ampio gruppo di partiti politici alla fine si coalizzò contro Ershad: Khaleda Zia guidò il BNP, che si alleò con la Lega Awami, guidata da Sheikh Hasina, e Jamaat-e-Islami Bangladesh; da tutti loro furono indetti scioperi e proteste che paralizzarono il paese e produssero il boicottaggio delle nuove elezioni. La campagna di opposizione alla fine costrinse Ershad a dimettersi il 6 dicembre 1990.

## Successive vicende giudiziarie e politiche
Sebbene sia comunemente indicato come un dittatore militare ed un autocrate, la sua popolarità sopravvisse alla fine della sua dittatura; anche mentre era in carcere in attesa di giudizio, il partito di Ershad ha vinto due volte le elezioni parlamentari nel 1991 e nel 1996. Il 1º marzo 1998, la Corte Suprema del Bangladesh stabilì che l'arresto del presidente Hussain Muhammad Ershad - voluto dal capo della corte suprema Shahabuddin Ahmed - era illegale per il capo di imputazione allora contestatogli, e per il quale era stato rimosso. Tuttavia, Ershad è stato dichiarato colpevole di un'altra accusa, undici anni dopo il suo arresto originale.
Nel 2009 il suo partito ha formato una "Grande Alleanza" contro il Bangladesh Nationalist Party ed è diventato il primo politico del Bangladesh a scusarsi pubblicamente per tutti i suoi errori passati e chiedere perdono. La Grande Alleanza ha vinto le elezioni nel dicembre 2008 e Ershad è diventato nuovamente membro del Parlamento.